# Arquitetura colonial no sudeste asiático

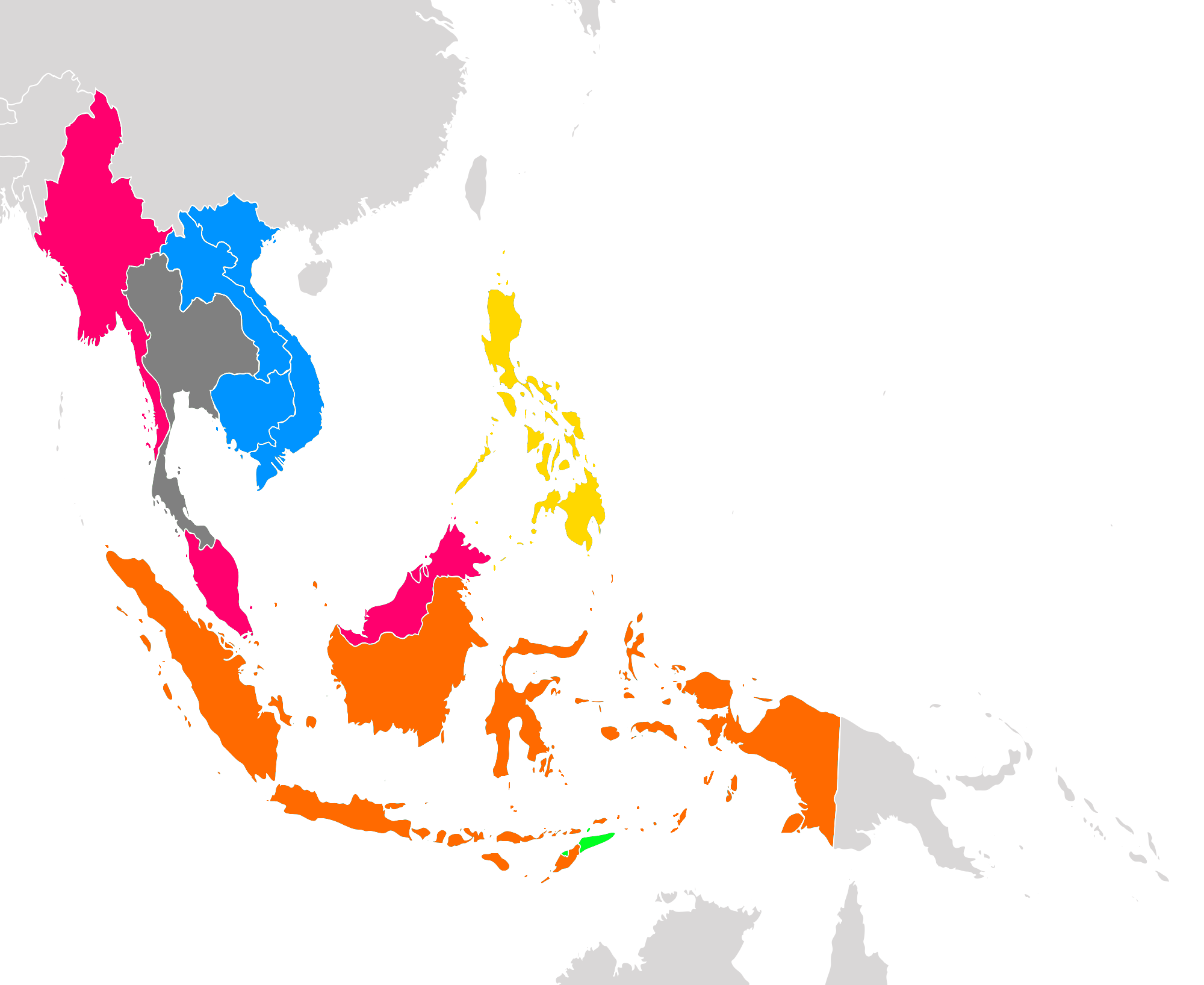
Colonização européia do sudeste asiático
Indochina Francesa
Índias Orientais Neerlandesas
Timor Português
Índias Orientais Espanholas
Birmânia Britânica, Malásia e Bornéu

Durante os séculos XVII, XVIII e XIX, as nações europeias começaram a consolidar as rotas navais no sudeste da Ásia, por meio das quais a Índia era usada como a principal rota comercial para os navios pararem e reabastecerem ou comercializarem. Ao longo desse tempo, principalmente durante o século XIX, várias colônias ocidentais começaram a ganhar influência em vários países e a construir a arquitetura colonial no sudeste da Ásia. Este período viu muitos edifícios clássicos construídos no estilo de arquitetura neoclássico e colonial francês.

## Luang Prabang no Laos
A antiga capital do Laos, Luang Prabang é uma série de edifícios coloniais franceses. Luang Prabang foi listado como Patrimônio Mundial da UNESCO por seu patrimônio arquitetônico, cultural e religioso "notavelmente" bem preservado, com uma mistura de desenvolvimentos urbanos ao longo de vários séculos, incluindo as influências coloniais francesas. Durante o período colonial francês, houve uma mudança visível e transição de edifícios residenciais tradicionais em edifícios de estilo francês em várias áreas do Sudeste Asiático. Embora essa transição não tenha sido completamente transformadora, a influência francesa modificou intencionalmente seus edifícios para abraçar a tradição e a cultura da história anterior. Como tal, o Sudeste Asiático agora tem uma divisão harmoniosa entre os edifícios coloniais tradicionais e franceses. O saque e pilhagem de 1887 do Exército Bandeira Negra, que era um grupo de Bandidos chineses, encorajou o reino a aceitar receber proteção dos franceses. Logo depois, um comissariado foi erguido. No início do século XX, os coloniais franceses estabeleceram muitos edifícios e, embora preservando um pouco a arquitetura tradicional, os coloniais franceses tiveram uma influência evidente na cidade. Eles construíram uma mansão para o résident-supérieur (governador) onde ficava o palácio real anterior. Também estabeleceram um tribunal, alojamento para funcionários públicos, uma prisão, quartel para um pequeno destacamento e um hospital.

## Hoi An no Vietnã
Hoi An reflete uma combinação de influências chinesas, japonesas, vietnamitas e posteriormente europeias que criaram uma cidade diversa com vários estilos arquitetônicos. A Cidade Antiga de Hoi An foi listada como Patrimônio Cultural Nacional em 1985 e, portanto, um Sítio do Patrimônio Cultural Nacional Especial de acordo com a Lei do Patrimônio Cultural de 2001.

## Casas com estilo colonial francês
Embora a arquitetura colonial tenha tido uma influência limitada no Sudeste Asiático, ainda havia um estilo distinto de habitação por toda parte, especialmente em áreas localizadas ao redor de Laos, Camboja e Vietnã. Antes da colonização francesa, as cidades consistiam em coleções decrépitas de bambu ou casas de palafitas de madeira com telhados de colmo, sendo que o aglomerado principal ficava em torno de antigos palácios e templos. As casas de arquitetura colonial francesa consistiam em vilas de tijolo e estuque de dois andares. Embora incorporem alguma decoração art déco, eles incorporam janelas com venezianas de madeira e telhados inclinados. Comparativamente, as estruturas eram de paredes grossas e geralmente incorporavam uma varanda.
Os franceses não incorporaram o design europeu em suas casas, no entanto, eles utilizaram estilos como os do Vietnã para melhor acomodar o clima mais quente. Como tal, surgiu um novo design, combinando materiais e designs tradicionais com inovações técnicas europeias. Este projeto tornou-se maior e os pisos inferiores das vilas de dois andares, que costumavam ser usados como um nível polivalente, passaram a ser cada vez mais utilizados no espaço privado devido à privacidade europeia, uma economia mais forte e uma maior qualidade de vida. As casas coloniais modernas também começaram a usar colunas com material de argamassa.

## Hanói

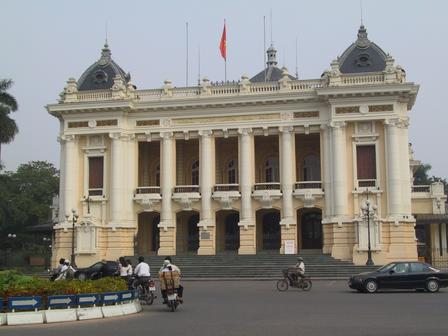
Vista frontal da Ópera de Hanói

No final do século XIX, quando os franceses ocuparam Hanói, os franceses construíram edifícios em estilo colonial francês sobre as antigas residências e estabelecimentos vietnamitas. Esses estabelecimentos eram vilas imponentes, mas vibrantes, em estilo francês. A seção da cidade é considerada o Bairro Francês, que agora é conhecido como Ba Dinh . Os bairros franceses são caracterizados por ruas largas e arborizadas. Esta área do Vietnã é uma série de hotéis luxuosos bem estabelecidos e restaurantes sofisticados. Para os viajantes, atrações como a Prisão de Hoa Lo e o Museu das Mulheres Vietnamitas podem ser visitadas na área francesa da cidade.

### Ópera de Hanói
A Ópera de Hanói foi projetada com base no Palais Garnier, o mais antigo dos dois teatros de ópera de Paris. É considerado um dos marcos mais icônicos de Hanói. Construída de 1901 a 1911, a ópera serviu como projeto do governo francês quando ocupou o Vietnã . Ele foi projetado e supervisionado por Harley e Broyer com muitos comentários de outros arquitetos. A obra envolveu 300 trabalhadores e foi feita com 35 mil postes de bambu, blocos de concreto, ferro e aço. O objetivo do edifício era que artistas ocidentais se apresentassem para os colonos franceses. As elites vietnamitas só podiam entrar nos eventos se se fantasiassem e pagassem mais dinheiro pelos ingressos.

### Ponte Long Bien

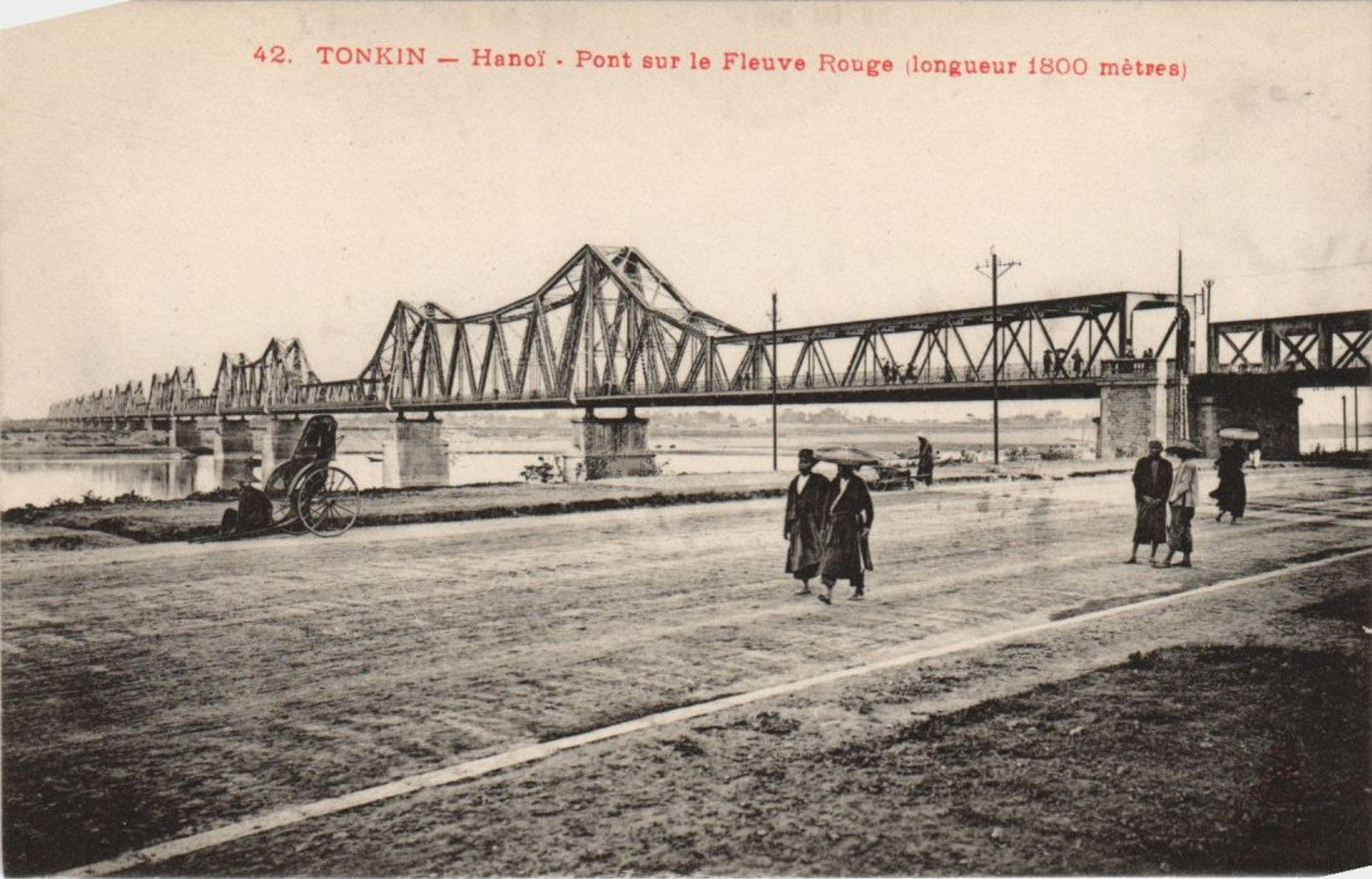
A Ponte, logo após a conclusão

Construída de 1899 a 1902, projetada por Gustave Eiffel, a ponte de 2,4 quilômetros foi a ponte mais longa da Ásia em sua época. Embora construída pelos franceses, a maioria foi construída por (3.000) vietnamitas. Durante o período da França, a ponte foi anteriormente chamada de Paul Doumer . Significava um símbolo da arquitetura no Sudeste Asiático. Ele agiu como um ponto de conexão para o transporte de mercadorias do norte do Vietnã para a batalha de Dien Bien . Também contribuiu para a vitória do exército vietnamita novamente sobre os franceses em 1954.

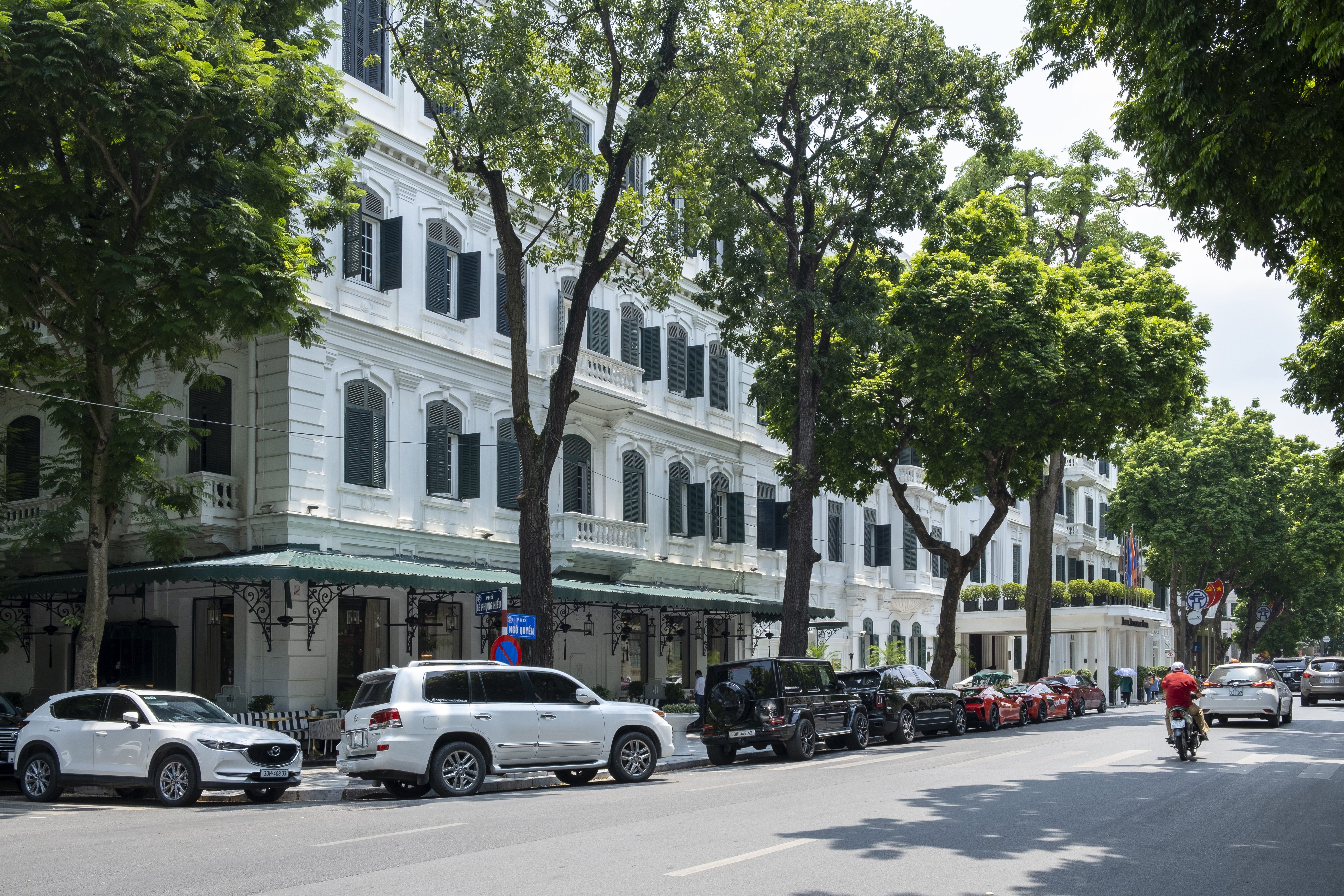
A parte externa do Sofitel Legend Metropole Hanoi, mostrando as saliências coloniais típicas e design neoclássico de vários andares

### Sofitel Legend Metropole Hanoi
O Sofitel Legend Metrópole Hanoi, originalmente conhecido como Grand Hotel Métrople, foi inaugurado em 1901. Foi construída com um estilo arquitetônico colonial francês e projetada por André Ducamp e Gustave-Émile Dumoutier. Na década de 1950, o hotel foi convertido no 'Thong Nhat Hotel', que significa reunificação, em que o hotel foi usado pelo governo do Vietnã como uma pousada para aqueles que visitavam a área. Na década de 1960, o hotel construiu um abrigo antiaéreo para proteger hóspedes e funcionários contra ataques aéreos americanos. Durante a guerra, os quartos dos hotéis foram convertidos em embaixadas para vários países.
O hotel está dividido em duas alas; a histórica ala Metrópole e a ala Opera, que começou em 1994 e foi concluída em 2008. A ala Metrópole tem espaço de vários andares com lustres, móveis de bambu e paredes de madeira. Esta ala também é espaço para o Le Club, que tem vista para o jardim do pátio do hotel, que também inclui um Bamboo Bar colonial. Os quartos da ala Opera são projetados para replicar o estilo neoclássico, com itens como banheiras independentes e acabados com móveis de mogno e tecidos vietnamitas.

## Singapura
Singapura foi planejada e projetada por Sir Stamford Raffles em 1822. Como um importante centro comercial, a riqueza de Singapura aumentou ao longo do século XIX.

### Museu de Civilizações Asiáticas

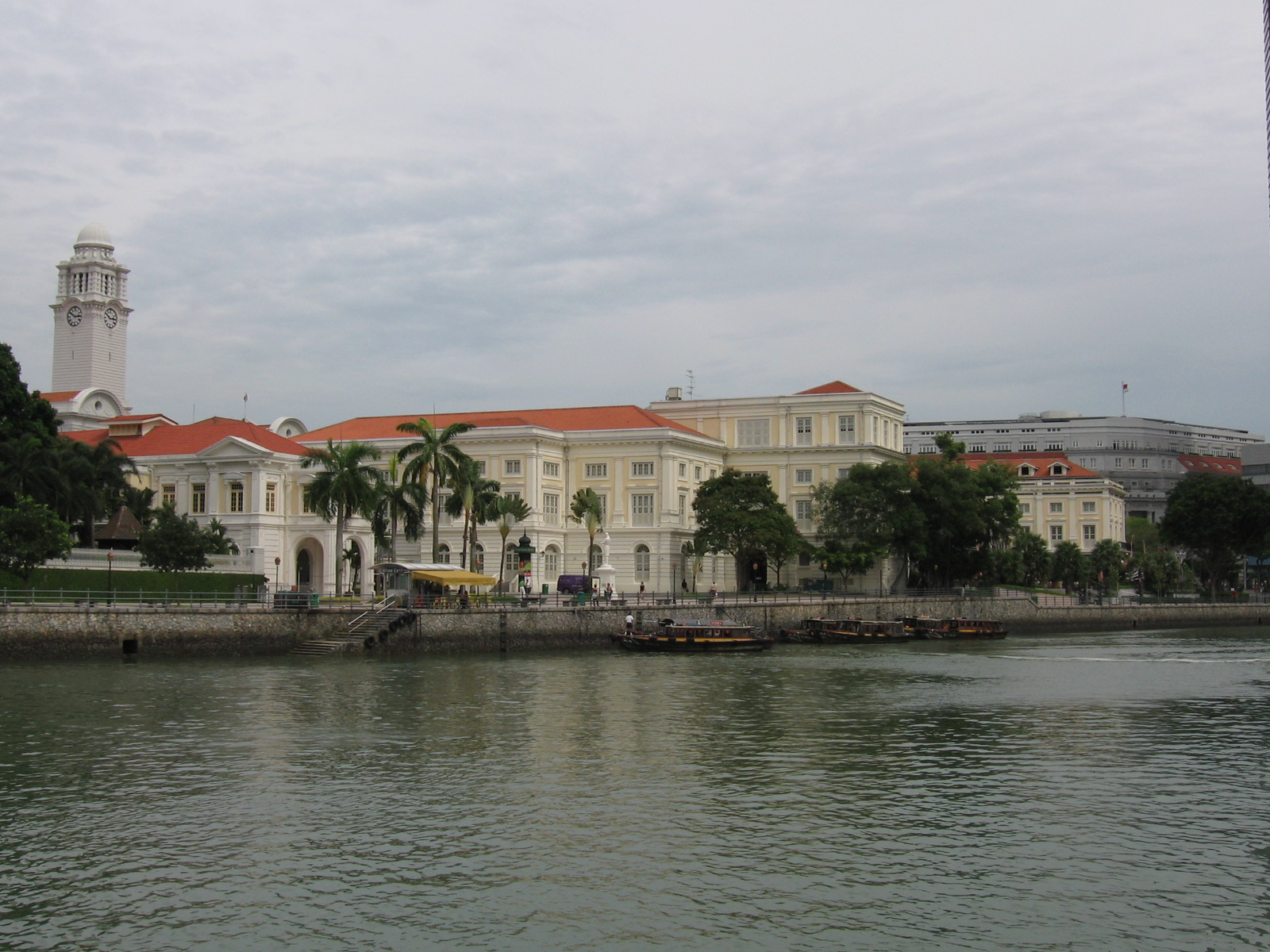
Museu das Civilizações Asiáticas, visto do Rio Singapura

O Museu de Civilizações Asiáticas foi construído anteriormente como Edifício Empress Place, inaugurado em 1867. Foi inicialmente denominado Casa do Governo. O projeto original era para ser um tribunal, no entanto, logo se tornou uma habitação para escritórios do governo colonial (Secretaria do Governo, bem como Tesouro e Escritório de Selos). O edifício apresenta um estilo paladiano neoclássico. Tem janelas com venezianas de madeira e ladrilhos de barro inclinados. No interior apresenta tectos altos, molduras de gesso e colunas dóricas.

### Lojas

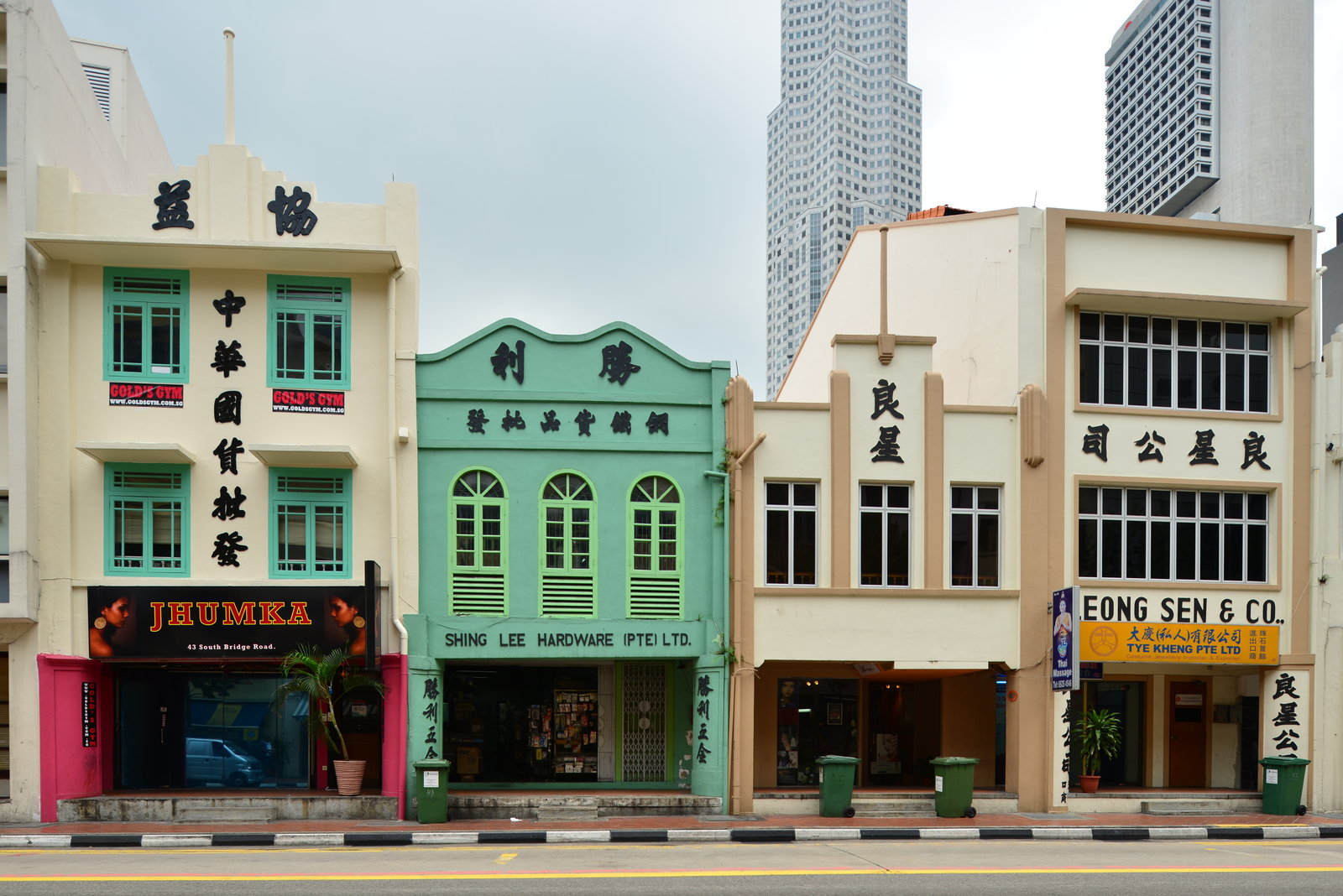
Lojas em Singapura

As lojas em Singapura têm dois andares e um design longo e estreito. Foram projetadas e feitas de 1840 a 1960. Muitas vezes tendo paredes contínuas, tinham um dossel pendendo da passarela conhecida como caminho de 5 pés. Sir Stamford Raffles os projetou de forma que cada casa deveria ter uma varanda. As lojas originais eram baixas com colunas dóricas. O início da década de 1900 viu o primeiro estilo de transição, estes eram mais altos em altura e começaram a usar ornamentação. O estilo tardio (1900-1940), também conhecido como 'elétrico de Singapura', era o mais exótico com ornamentação e símbolos chineses misturados com características tradicionais. Eles exibiram azulejos, placas e festões brilhantes. O segundo estilo tradicional e o estilo Art Déco incorporam uma abordagem mais tradicional com azulejos de cerâmica coloridos e design aerodinâmico.

## Rangum
Rangum (Yangon) tem a maior concentração de edifícios coloniais do mundo. Yangon e a Birânia (Mianmar) foram inicialmente uma colônia da Grã-Bretanha em 1824, logo após a Primeira Guerra Anglo-Birmanesa e foi até a independência em 1948.

### Prédio de ministros

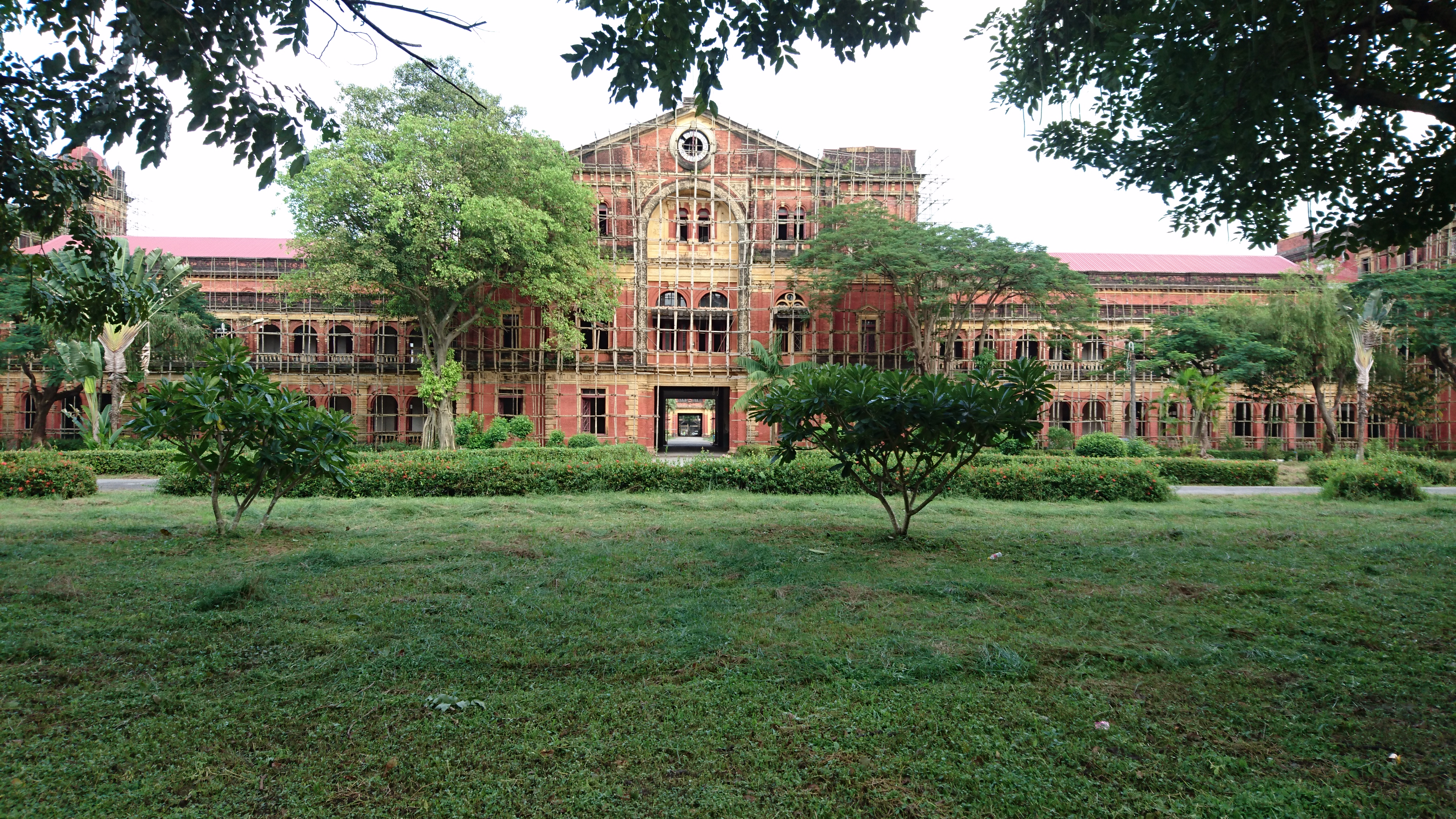
Prédio dos ministros

O edifício dos ministros foi construído em um período de 1889 a 1905. Foi originalmente usado para serviços administrativos da Birmânia Britânica. Tornou-se um centro para a burocracia colonial. Abrange uma vasta área de construção de 400.000 pés quadrados e é um ícone da arquitetura da era colonial de Mianmar. Projetado pelo arquiteto britânico Henry Hoyne-Fox, o edifício foi construído em dois estágios principais (as alas sul e norte). As alas do edifício têm edifícios clássicos de tijolo vermelho com alguns revestimentos de pedra fundida dispostos em semicírculo dentro do quadrilátero interno. Existem também vários edifícios circundantes que foram construídos após a construção inicial entre o período de 1905 a 1930. Devido à falta de uso sustentável ao longo do tempo e o ambiente tropical hostil, deixaram o espaço com inúmeros desafios de conservação.

### Tribunal superior
O tribunal superior é outro edifício vitoriano neoclássico situado no centro de Yangon, em frente ao Parque da Independência. O edifício foi concluído em 1911, projetado por James Ransome . Todo o edifício funciona como um pátio e ainda hoje é usado para o tribunal local. O tribunal é conhecido por sua arquitetura britânica de estilo Queen Anne . Isso inclui um exterior de tijolo vermelho semelhante e uma torre do relógio.